# Столбовская (Вельский район)
Столбовская — деревня в Вельском районе Архангельской области. Входит в состав Муниципального образования «Благовещенское».

## География
Деревня расположена в 56 километрах на север от города Вельска , на правом берегу реки Ваги. Ближайшие населённые пункты: на северо-западе деревни Бревновская и Ямки, на востоке деревня Нечаевская, на юго-востоке деревня Мелеховская.
Часовой пояс
Столбовская, как и вся Архангельская область, находится в часовой зоне МСК (московское время). Смещение применяемого времени относительно UTC составляет +3:00.

## Население
| 2002 | 2010 | 2012 | 2014 |
| ---- | ---- | ---- | ---- |
| 17   | ↗18  | ↘15  | ↗18  |

## История
Указана в «Списке населённых мест по сведениям 1859 года» в составе Шенкурского уезда Архангельской губернии под номером «2004» как «Столбовская». Насчитывала 8 дворов, 31 жителя мужского пола и 38 женского.
В «Списке населенных мест Архангельской губернии на 1 мая 1922 года» в деревне уже 13 дворов, 39 мужчин и 40 женщин..